# Presidente comunal
El Presidente Comunal es el máximo cargo ejecutivo de algunas localidades de Argentina, principalmente rurales, denominadas comunas. Es equivalente al Intendente municipal. Algunas provincias que tienen comunas son Córdoba, Chubut, Santa Fe y Tucumán.
El término no es aplicable a otras estructuras también denominadas comunas ya que, al ser generalmente de pequeño tamaño, su máximo cargo ejecutivo no se denomina Presidente si no como alcalde (maire en las comunas francesas o luxemburguesas).